# Estado de Bar el Gazal del Norte
Bar el Gazal del Norte (en inglés: Northern Bahr el Ghazal, en árabe: شمال بحر الغزال‎, Shamal Bahr al-Gazal) es uno de los diez estados que forman Sudán del Sur. Localizado en la antigua región del Bar el Gazal, ocupa un área de 33 558 km² y tiene una población estimada de 1 200 000 habitantes (2007). Uwail es la capital del estado, Wedweil es la otra población importante. Limita con Sudán al norte, y con los estados sudsudaneses de Bar el Gazal Occidental al sur y oeste, Warab y Abyei al este.
La red de carreteras está en precarias condiciones, la principal, la A43, es totalmente de tierra, sirve de comunicación entre Uwail y Yuba, la capital de Sudán del Sur. 

## Geografía
El estado se encuentra sobre una planicie que se eleva entre los 400 y 580 m s. n. m., el suelo es típico de Sabana Seca. Hacia el este se encuentra la región pantanosa de Sudd, una planicie inundable en la estación lluviosa. Los principales ríos son el al-Arab, Jur y Lol.

## Condados
Bar el Gazal del Norte, como otros estados de Sudán del Sur, está dividido en condados; Hay cinco condados, encabezados por un Comisionado del Condado, como se detalla a continuación:
| Condado       | Área (km2) | Población (2008) | Comisionado del Condado |
| ------------- | ---------- | ---------------- | ----------------------- |
| Uwail Norte   | 6 376.53   | 129,127          | Gok Machar              |
| Uwail Este    | 6 172.23   | 309,921          | Wanyjok                 |
| Uwail Sur     | 1 786.95   | 73,806           | Malek Alel              |
| Uwail Oeste   | 5 030.22   | 166,217          | Nyamlell                |
| Uwail Central | 11 177.40  | 41,827           | Aweil                   |

- Datos: Q491111